# San Luis, Guatemala
San Luis är en kommunhuvudort i Guatemala.   Den ligger i departementet Petén, i den nordöstra delen av landet, 210 km nordost om huvudstaden Guatemala City. San Luis ligger 381 meter över havet och antalet invånare är 6 776.
Terrängen runt San Luis är platt åt sydväst, men åt nordost är den kuperad. Terrängen runt San Luis sluttar söderut. Runt San Luis är det ganska glesbefolkat, med 27 invånare per kvadratkilometer. Närmaste större samhälle är Poptún, 14,9 km norr om San Luis. Omgivningarna runt San Luis är en mosaik av jordbruksmark och naturlig växtlighet.